# 손설민
손설민(1990년 4월 26일 ~ )은 대한민국의 축구 선수이며 포지션은 미드필더이다.

## 축구인 경력

### 선수 경력
2012 K리그 드래프트에서 전남 드래곤즈에 5순위로 지명되어 전남에 입단하였다. 2012년 3월 24일 경남 FC와의 경기에서 데뷔 후 2경기 만에 데뷔골을 터뜨렸다.
내셔널리그의 경주 한수원을 거쳐 2015년 K리그 챌린지의 강원 FC로 이적하였다.
2015년 7월, 서명식과 트레이드로 대전 시티즌으로 임대되었다.